# سباء (ذي السفال)

تعديل مصدري - تعديل

سباء محلة تابعة لقرية القاعدة، التابعة لعزلة خنوه بمديرية ذي السفال إحدى مديريات محافظة إب في الجمهورية اليمنية، بلغ تعداد سكانها 2842 حسب تعداد اليمن لعام 2004.